# District de Rodez
Le district de Rodez est une ancienne division territoriale française du département de l'Aveyron.
Il était composé des cantons de Rodez, Cassagnes, Clairvaux, Concourés, Flavin, Marcillac, Montrosier, Mouirazés et Pont de Salars.